# Ester Järte
Ester Linnéa Järte, född Montelin 25 juli 1880 i Växjö, död 1 januari 1941 i Oscars församling i Stockholm, var en svensk lärare, föreningsaktivist och lokalpolitiker. Hon var gift med Otto Järte.
Järte, vars far var läroverksadjunkt, utexaminerades från Privata högre lärarinneseminariet 1902 och var verksam som lärare vid 
Stockholms stads yrkesskolor. 
Hon var ordförande i Svenska kvinnors medborgarförbunds lokalavdelning i Stockholm, ledamot av Stockholms stadsfullmäktige 1927–1929 och 1931–1935, suppleant i arbetslöshetskommittén 1927–1933 och ledamot 1933–1934, suppleant i fattigvårdsnämnden 1928–1929 och 1933–1931, ledamot av arbetsförmedlingens styrelse 1928–1937 och ledamot av Eastmaninstitutets direktion 1932–1935.
Hon beskrivs som "en av högerns mest betydande kvinnliga krafter".